# 1954年ウィンブルドン選手権
1954年 ウィンブルドン選手権（1954ねんウィンブルドンせんしゅけん、The Championships, Wimbledon 1954）に関する記事。イギリス・ロンドン郊外にある「オールイングランド・ローンテニス・アンド・クローケー・クラブ」にて開催。

## シード選手

### 男子シングルス
1. トニー・トラバート　（ベスト4）
2. ルー・ホード　（ベスト8）
3. ケン・ローズウォール　（準優勝）
4. ビック・セイシャス　（ベスト8）
5. メルビン・ローズ　（ベスト8）
6. アーサー・ラーセン　（3回戦）
7. バッジ・パティー　（ベスト4）
8. レックス・ハートウィグ　（ベスト8）
9. スベン・デビッドソン　（4回戦）
10. クルト・ニールセン　（4回戦）
11. ヤロスラフ・ドロブニー　（初優勝）
12. ガードナー・ムロイ　（4回戦）

### 女子シングルス
1. モーリーン・コノリー　（優勝、大会3連覇）
2. ドリス・ハート　（ベスト4）
3. シャーリー・フライ　（ベスト8）
4. ルイーズ・ブラフ　（準優勝）
5. マーガレット・オズボーン・デュポン　（ベスト8）
6. アンジェラ・モーティマー　（ベスト8）
7. ヘレン・フレッチャー　（ベスト8）
8. ベティ・ローゼンクエスト　（ベスト4）

### 男子ダブルス
1. メルビン・ローズ＆ レックス・ハートウィグ
2. ビック・セイシャス＆ トニー・トラバート
3. ケン・ローズウォール＆ ルー・ホード
4. ガードナー・ムロイ＆ バッジ・パティー

### 女子ダブルス
1. ドリス・ハート＆ シャーリー・フライ
2. ルイーズ・ブラフ＆ マーガレット・オズボーン・デュポン
3. アンジェラ・モーティマー＆ アン・シルコック
4. ベティ・ローゼンクエスト＆ エリカ・ヴォルマー

### 混合ダブルス
1. ビック・セイシャス＆ ドリス・ハート
2. ルー・ホード＆ モーリーン・コノリー
3. ケン・ローズウォール＆ マーガレット・オズボーン・デュポン
4. レックス・ハートウィグ＆ ベティ・プラット

## 大会経過

### 男子シングルス
準々決勝
- トニー・トラバート vs.  メルビン・ローズ　6-2, 6-2, 7-5
- ケン・ローズウォール vs.  レックス・ハートウィグ　6-3, 3-6, 3-6, 6-3, 6-1
- バッジ・パティー vs.  ビック・セイシャス　7-5, 4-6, 6-3, 6-2
- ヤロスラフ・ドロブニー vs.  ルー・ホード　6-4, 6-3, 6-3

準決勝
- ケン・ローズウォール vs.  トニー・トラバート　3-6, 6-3, 4-6, 6-1, 6-1
- ヤロスラフ・ドロブニー vs.  バッジ・パティー　6-2, 6-2, 4-6, 9-7

### 女子シングルス
準々決勝
- モーリーン・コノリー vs.  マーガレット・オズボーン・デュポン　6-1, 6-1
- ベティ・ローゼンクエスト vs.  シャーリー・フライ　6-4, 9-11, 6-3
- ルイーズ・ブラフ vs.  アンジェラ・モーティマー　6-1, 6-3
- ドリス・ハート vs.  ヘレン・フレッチャー　6-1, 6-3

準決勝
- モーリーン・コノリー vs.  ベティ・ローゼンクエスト　6-1, 6-1
- ルイーズ・ブラフ vs.  ドリス・ハート　2-6, 6-3, 6-3

## 決勝戦の結果
男子シングルス
- ヤロスラフ・ドロブニー vs.  ケン・ローズウォール　13-11, 4-6, 6-2, 9-7

女子シングルス
- モーリーン・コノリー vs.  ルイーズ・ブラフ　6-2, 7-5

男子ダブルス
- メルビン・ローズ＆ レックス・ハートウィグ vs.  ビック・セイシャス＆ トニー・トラバート　6-4, 6-4, 3-6, 6-4

女子ダブルス
- ルイーズ・ブラフ＆ マーガレット・オズボーン・デュポン vs.  ドリス・ハート＆ シャーリー・フライ　4-6, 9-7, 6-3

混合ダブルス
- ビック・セイシャス＆ ドリス・ハート vs.  ケン・ローズウォール＆ マーガレット・オズボーン・デュポン　5-7, 6-4, 6-3